# Sun Wukong
Sun Wukong (Chinees: 孫悟空), in Westerse landen beter bekend als de Apenkoning (Engels: Monkey King), is een literair en religieus figuur uit het Boeddhisme en Daoïsme die centraal staat in veel legendes en volksverhalen in de Chinese mythologie. Hij is vooral bekend als een van de hoofdpersonen uit de roman De reis naar het westen. In die roman is hij een van de helpers van Xuanzang op diens reis naar India. De andere helpers zijn Zhu Bajie en Sha Wujing.

## Leven
Sun Wukongs geschiedenis wordt behandeld in de eerste paar hoofdstukken uit De reis naar het westen.
Sun Wukong werd geboren in Huaguo Shan uit een magische steen gevormd uit de primaire krachten van chaos en gevoed door de vijf elementen. Na zijn geboorte voegde hij zich bij een clan van apen, die hem vereerden als hun koning nadat hij voor hen een nieuw thuis had gevonden in een grot achter een waterval. Sun Wukong besefte echter al snel dat hij ondanks zijn titel als koning nog altijd een sterveling was, en dus niet veel machtiger dan de andere apen. Daarom begon hij een reis om het geheim van onsterfelijkheid te ontdekken. Op zijn reizen, die in totaal 20 jaar duurden, leerde hij de menselijke taal en manieren. Uiteindelijk leerde hij de boeddhistische/taoïstische patriarch Bodhi kennen, bij wie hij in de leer ging.
Door zijn intelligentie en gedrevenheid werd Sun Wukong al snel Bodhi’s favoriete leerling. Hij leerde hem enkele magische vaardigheden, zoals gedaanteverwisseling en reizen op een zwevende wolk en het veranderen van zijn eigen haren in voorwerpen of levende dingen. Door al deze nieuwe vaardigheden werd Sun Wukong echter arrogant tegenover de andere leerlingen en schepte maar wat graag op met zijn vaardigheden. Uiteindelijk zag Bodhi zich genoodzaakt hem uit de tempel te laten zetten. Wel liet Bodhi Sun Wukong zweren dat hij nooit iemand zou vertellen waar hij al zijn vaardigheden had geleerd.
Na te zijn weggestuurd keerde Sun Wukong terug naar de Huāguǒ-shān, de berg waar hij was geboren, om daar een reputatie op te bouwen als een van de sterkste vechters en demonen ter wereld. Ook reisde hij de oceaan af op zoek naar een wapen dat geschikt was voor hem. Uiteindelijk vond hij een speciale gevechtsstok: de Ruyi Jingu Bang. Met die stok versloeg hij de vier zeedraken en dwong hen om voor hem een magisch harnas te maken. Met die wapens slaagde Sun Wukong erin om de dood te verslaan en zo los te breken uit de cirkel van reïncarnatie.
Het nieuws over Sun Wukongs daden bereikte uiteindelijk ook de hemel. Hopend dat hij beter in de hand te houden was als hij een positie tussen de goden kreeg, besloot de Jadekeizer hem uit te nodigen in de hemel en hem tot opzichter van de paarden van de goden te maken. Sun Wukong, die zelf had gehoopt een godenstatus te krijgen, besefte echter al snel dat dit maar een laag baantje was zonder al te veel aanzien. Hij pikte dit niet en keerde dus terug naar de aarde, waar hij zichzelf tot de “Grote wijze van de hemel” benoemde en met zijn volgelingen een opstand tegen de hemel plande. In die opstand bleek hij makkelijk de sterkste krijgers van de goden de baas te kunnen. Even wisten de goden hem weer in te palmen door zijn titel als grote wijze te erkennen en hem tot beheerder van een hemelse perzikboomgaard te maken, maar toen Sun Wukong ontdekte dat hij niet was uitgenodigd voor een groot banket waar alle andere belangrijke goden en heiligen wel aan deel mochten nemen, ging hij door met zijn opstand. Alle pogingen om hem te stoppen maakten hem juist sterker. Bang dat hij de strijd tegen hem zou verliezen, riep de Jadekeizer de hulp in van Gautama Boeddha. Die wist Sun Wukong met een list te verslaan en gedurende 500 jaar op te sluiten onder een berg.
500 jaar later werd Sun Wukong vrijgelaten nadat hij de bodhisattva Guanyin had beloofd Xuanzang te beschermen, de pelgrim die op zoek moest gaan naar de boeddhistische soetra’s in India. Guanyin stemde toe, maar omdat hij wist dat Sun Wukong moeilijk in de hand te houden was, gaf hij hem een gouden hoofdband die Sun Wukong zelf niet af kon doen en die iedere keer als een bepaald magisch woord werd gezegd hevige pijn zou veroorzaken.
Aan het eind van het boek, wanneer Xuanzang zijn taak heeft volbracht, krijgt Sun Wukong net als Xuanzang de status van boeddha.

## Vaardigheden

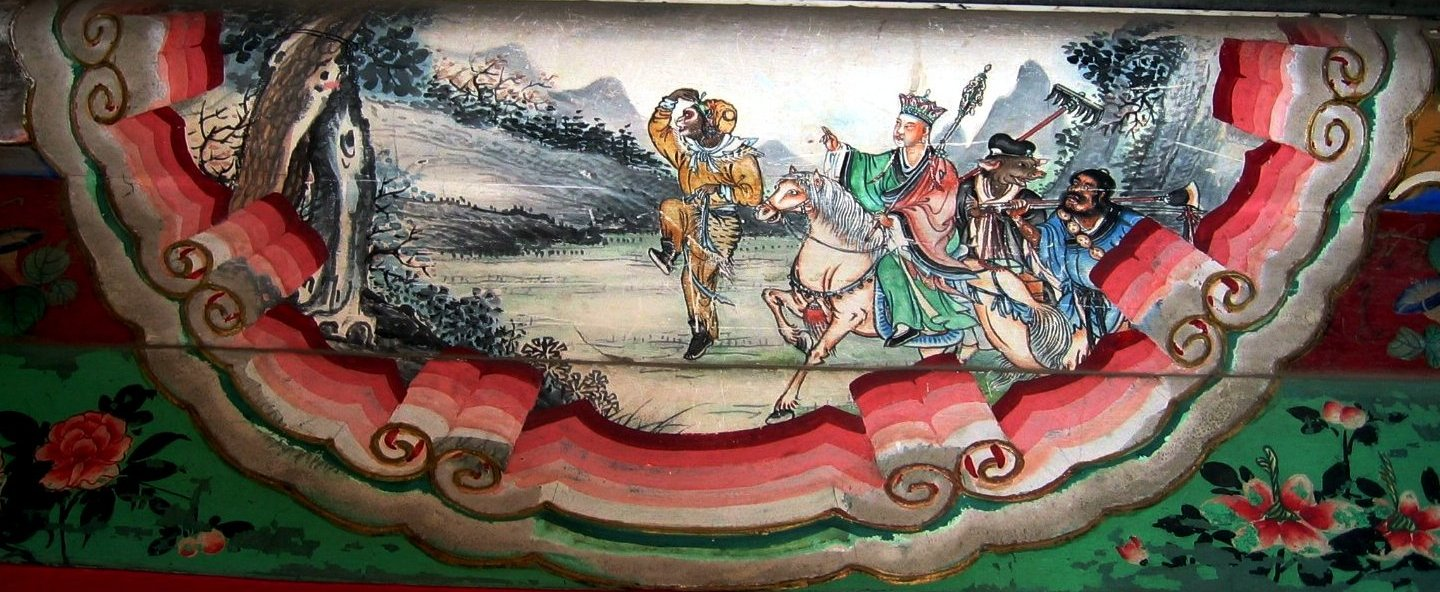
Sun Wukong, Xuanzang, Zhu Wuneng en Sha Wujing

Sun Wukong beschikt over enorme fysieke kracht. Hij kan met gemak zijn 8100 kilo zware gevechtsstok de Ruyi Jingu Bang optillen en hanteren. Hij beschikt ook over bovenmenselijke snelheid. Hij kan in een salto een afstand 54.000 kilometer overbruggen. Hij is een zeer ervaren vechter, die zich makkelijk staande kan houden tegenover zelfs de beste generaals van de hemel.
Sun beschikt ook over meerdere magische krachten. Zo heeft hij de gave om zichzelf in 72 verschillende dieren of voorwerpen te veranderen. Hij beschikt over een speciale blik waarmee hij kwaad kan herkennen, ongeacht in wat voor gedaante dat zich bevindt. Hij kan een haar van zijn lichaam veranderen in een kloon van zichzelf, of anders in verschillende wapens, dieren en andere voorwerpen. Verder kent hij spreuken om daarmee wind en water te beheersen, beschermende cirkels op te roepen tegen demonen, en om mensen, demonen en zelfs goden te bevriezen.
Tijdens zijn opstand tegen de hemel wist Sun Wukong een grote hoeveelheid hemelse perziken, elixer en pillen die allemaal de eter/drinker onsterfelijk maken te verslinden, waardoor zijn lichaam zo goed als onkwetsbaar geworden is.
Sun Wukongs stok Ruyi Jingu Bang heeft de mogelijkheid om zo lang of kort te worden als Sun Wukong maar wil. Als hij de stok niet nodig heeft, laat hij hem krimpen tot het formaat van een naald die hij in zijn oor kan dragen. Ook kan de stok zichzelf vermenigvuldigen en uit zichzelf vechten.

## Invloed
Legendes over Sun Wukong zijn in de loop van de jaren aangepast samen met de Chinese cultuur. Zo werd zijn connectie met het boeddhisme pas voor het eerst verwerkt in de verhalen nadat deze religie haar intrede had gedaan in China tijdens de Han-dynastie. Enkele verhalen over Sun Wukong dateren zelfs van voor de geschreven geschiedenis van China.

## Religie
In de Chinese volksreligie en vooral in het taoisme wordt Sun Wukong als een god gezien. Zijn beeld komt in veel Chinese tempels en taoïstische tempels voor.

## In andere media
Sun Wukong is een regelmatig terugkerend personage in onder andere toneelstukken, videospellen, films, tv-series en boeken. Veel acteurs, zoals Masaaki Sakai, Liu Xiao Ling Tong, Stephen Chow, Yueh Hua (bekend van de films van Shaw Brothers), en Dicky Cheung hebben het personage vertolkt in films en tv-series. Een van de meest recente films over Sun Wukong is The Forbidden Kingdom, waarin het personage wordt gespeeld door Jet Li. Ook Son Goku uit Dragon 
Ball is gebaseerd op Sun Wukong. Ook heeft Netflix in mei 2018 een serie uitgebracht gebaseerd op deze mythe, The New Legends of Monkey. Prominente verschijningen van de apenkoning in games zijn The Monkey King in Dota 2, Wukong in League of legends, Wukong in Paragon, Wukong in Fortnite, Monkey king in summoners war en Black Myth: Wukong. Ook het lied Super, van kpop-groep Seventeen is gebaseerd op Sun Wukong.